# Epanerchodus beroni
Epanerchodus beroni är en mångfotingart som beskrevs av Mikhaljova och Kim 1993. Epanerchodus beroni ingår i släktet Epanerchodus och familjen plattdubbelfotingar. Inga underarter finns listade i Catalogue of Life.